# 拉洛贝里亚
拉洛贝里亚（西班牙語：La Lobería），亦作贝尔梅哈角（西班牙語：Punta Bermeja）是阿根廷的一座村镇，位于内格罗河省的阿道夫阿尔西纳县。

## 地理
拉洛贝里亚地处圣马蒂亚斯湾北部。距该镇3公里远的海岸属于贝尔梅哈角自然保护区，该保护区同时也是巴塔哥尼亚北部重要的海狮保护区之一，栖息着4000多只海狮。